# Pierre de Cantabrie
Pierre de Cantabrie (en latin Petrus, en cantabre Pidru, en espagnol Pedro), mort en 730, est duc de Cantabrie dans la première moitié du VIIIe siècle.
Il est l'ancêtre commun de tous les rois des Asturies. Son fils Alphonse épousa la fille de Pélage le Conquérant, fondateur du royaume des Asturies, mais à la mort du seul fils de Pélage Favila qui a règné deux ans, la couronne du Royaume des Asturies revint définitivement à la lignée de Pierre de Cantabrie qui est le plus vieil ancêtre connu des Rois d'Espagne.

## Éléments biographiques

### Ancêtres
Jusqu'au XIXe siècle, on pensait d'après les chroniques de l'époque qu'il était le fils du roi wisigoth Ervige (680-687), mais certains historiens et généalogistes remettent en cause cette théorie aujourd'hui[réf. nécessaire].
Selon la chronique d'Alphonse III dite ad Sebastianum, rédigée vers 900, Pierre descendait directement des rois Récarède (586-601) et Léovigild (568-586) et servait sous les règnes des rois Égica (687-702) et Wittiza (702-710) comme chef des armées. Il occupa également la fonction de dux[réf. souhaitée].

### Descendance
On ignore le nom de son épouse.
Son fils aîné, Alphonse, est le troisième roi des Asturies, le père des rois Fruela Ier et Mauregat, d' Adosinda épouse du roi Silo et le grand-père d'Alphonse II des Asturies.
Son fils cadet, Fruela (c. 715 - c. 765), dux de Cantabrie et co-régent en 739, est le père des rois Aurelius et Bermude. Ce dernier est à l'origine d'une grande lignée desquelles proviennent les monarques des royaumes des Asturies, de León, de Navarre, de Castille et d'Aragon, qui donnèrent ultérieurement naissance aux maisons d'Espagne et de Portugal.

### Rôle historique
D'après d'anciennes chroniques musulmanes,, en 714, Musa ben Nusayr et Tariq ibn Ziyad s'emparent de la place forte d'Amaya, capitale du duché de Cantabrie, ce qui oblige Pierre et les siens à se réfugier au-delà de la cordillère[Quoi ?]. Pelage rejoint bientôt les cantabres Pierre Duc de Cantabrie et son fils Alphonse Ier de Cantabrie[style à revoir], réfugiés dans l'enceinte naturelle de Liébana, afin de mieux combattre Munuza qui avaient fondé le califat du nord à Gijon avec l'aide d'Oppas, un évêque asturien « collaborationniste »,. Les combats se déroulent en deux temps avec la mythique bataille de Covadonga (722), et une débandade finale a Liébana, précisément à Cosgaya (Causecadia dans les sources anciennes), où un glissement de terrain vient ensevelir les troupes du général Alkama qui avaient survécu à la bataille.
Par ce coup d'éclat, qui aboutit à la liberation des Asturies de l'emprise de Munuza, il semble que Pelage, dont la généalogie reste débattue encore aujourd'hui, rentre dans la famille du Duc Pierre de Cantabrie. D'après le fragment transcrit ci-dessous de la Chronique d'Albelda, Pelage offre la main de sa fille Ermesinde, à Alphonse de Cantabrie: 

« Adefonsus, Pelagi gener, reg. an. XVIIII. Iste Petri Cantabriae ducis filius fuit ; et dum Asturias venir Ermesindam Pelagii filiam Pelagio proecipiente, accepit »

— Enrique Flórez de Setién. España sagrada,  t. XIII, ap. VI
À partir de là, une nouvelle entité territoriale va émerger, avec une "capitale" située à Cangas de Onis sur la rivière Sella, qui est la frontierre ancestrale entre les peuples asturiens et cantabres.
Après la mort de Favila le 14 septembre 739, tué par un ours, successeur de son père Pélage, Alphonse II est désigné premier roi des territoires unifiés Asturiens et Cantabres, qui seront désignés bien plus tard comme Royaume des Asturies. Il passe à la postérité sous le nom d'Alphonse le Catholique.

## Sources
- Chronique d'Alphonse III dite ad Sebastianum.
- Chronique d'Albelda.